# 岡田光代
岡田 光代（おかだ みつよ）は、日本の経済学者。大阪府立大学経済学部准教授。専門は日本経済史。

## 略歴
- 1982年 - 滋賀大学経済学部卒業
- 1987年 - 大阪府立大学大学院経済学研究科博士後期課程単位取得
- 1989年 - 大阪府立大学経済学部講師
- 1994年 - 大阪府立大学経済学部助教授

## 最近の論文・著書

### 論文
- 「和泉国泉郡三林村の貢租について　－近世中・後期の動向－」大阪府立大学歴史研究会『歴史研究』第37号、1999年
- 『岸和田市史　第３巻』（分担執筆）、2000年

### 著書
- 『経済学・経営学・法学へのいざない (OMUPユニヴァシリーズ 3)』（分担執筆）、2008年